# Populus alba
Espèce
Classification APG III (2009)
Répartition géographique

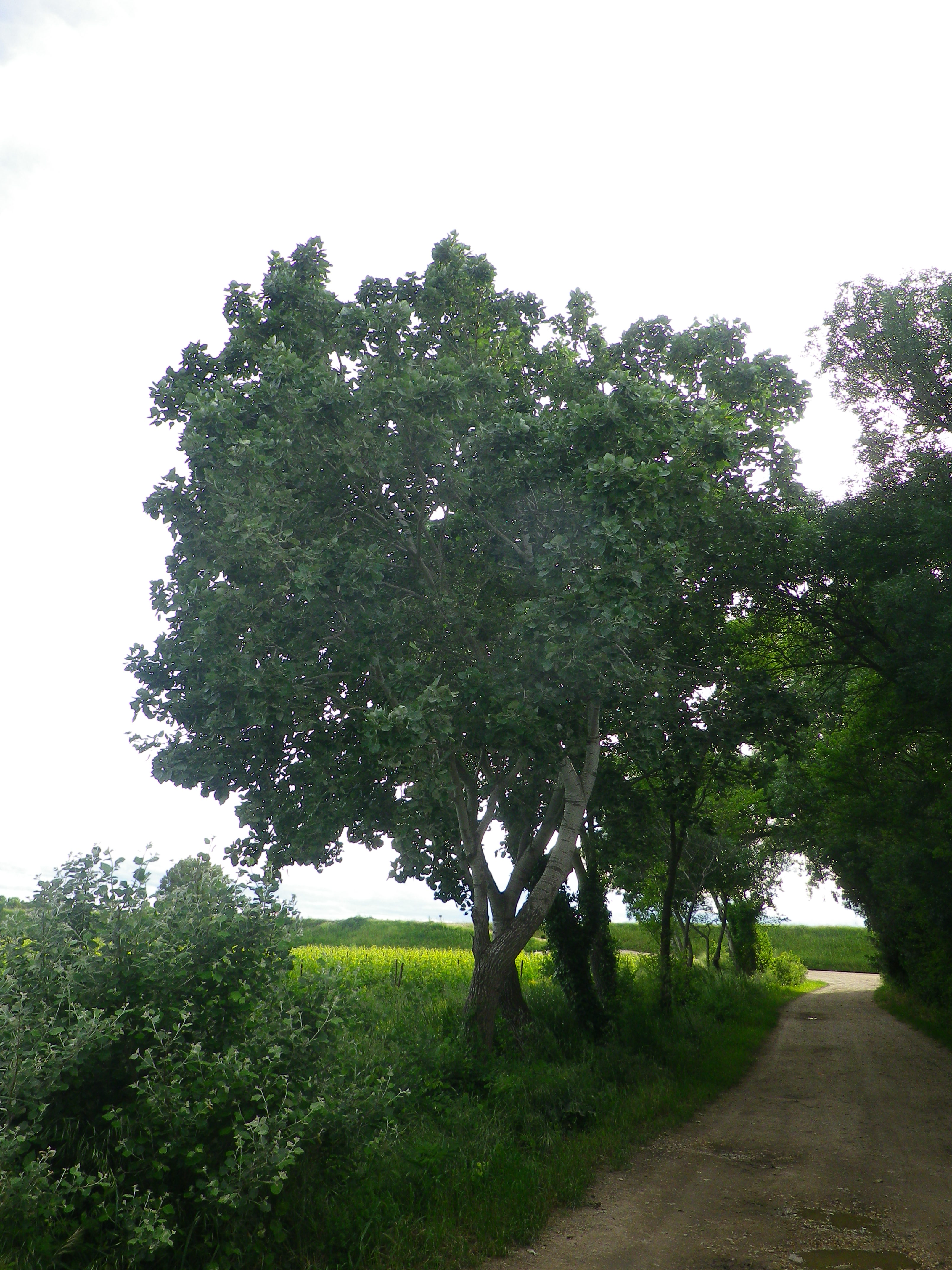
Jeune sujet sauvage en mai.

Le Peuplier blanc ou Peuplier de Hollande (Populus alba), aussi appelé, Abèle, Peuplier à feuille d'érable, Peuplier argenté, Blanc de Hollande, Aube, Ypréau ou Piboule, est une espèce de plantes à fleurs de la famille des Salicacées. C'est un arbre à feuilles caduques. Ce peuplier est originaire d'Europe centrale et méridionale et d'Asie occidentale et centrale.

## Description

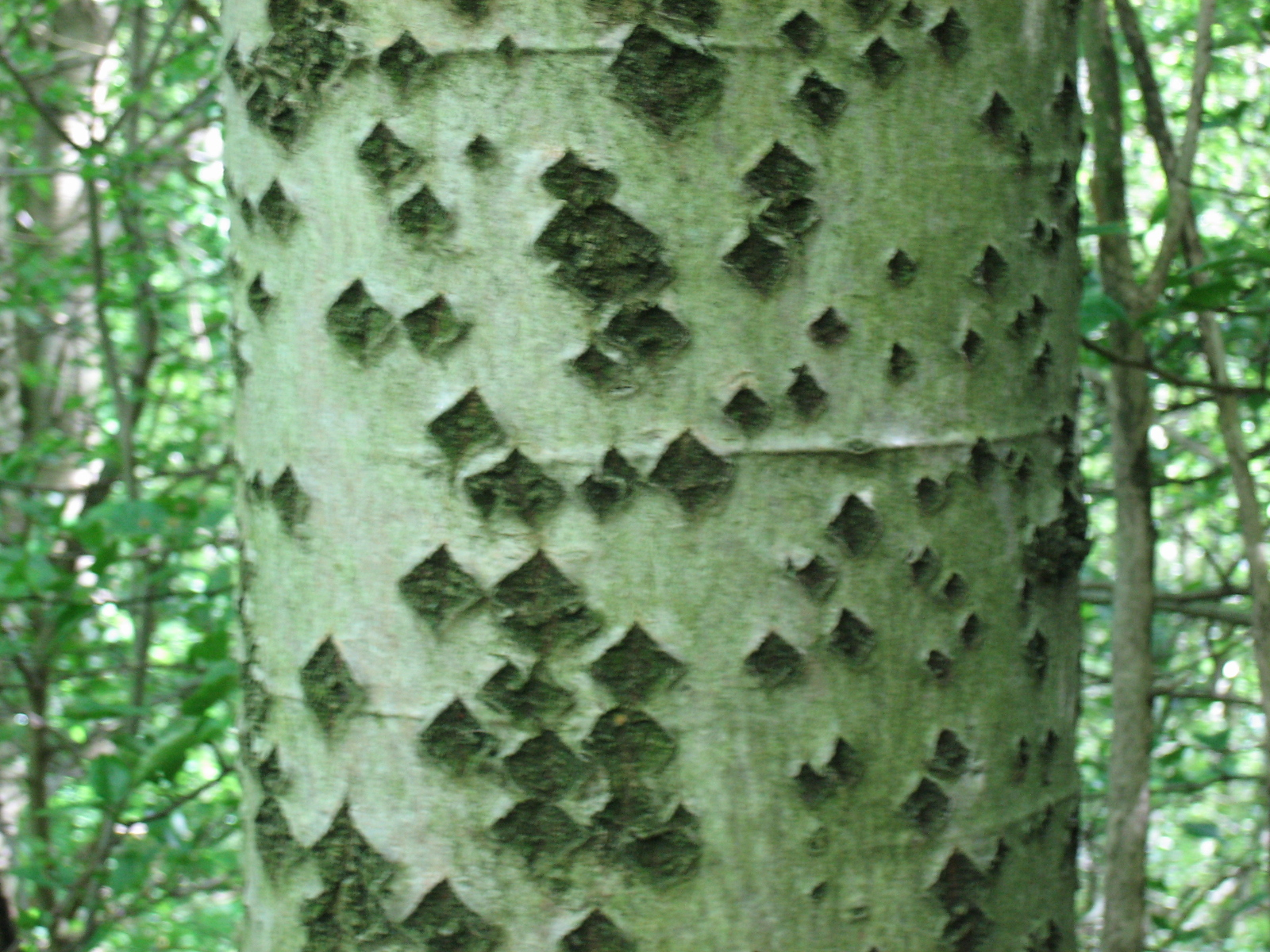
Lenticelles losangiques sur le tronc.

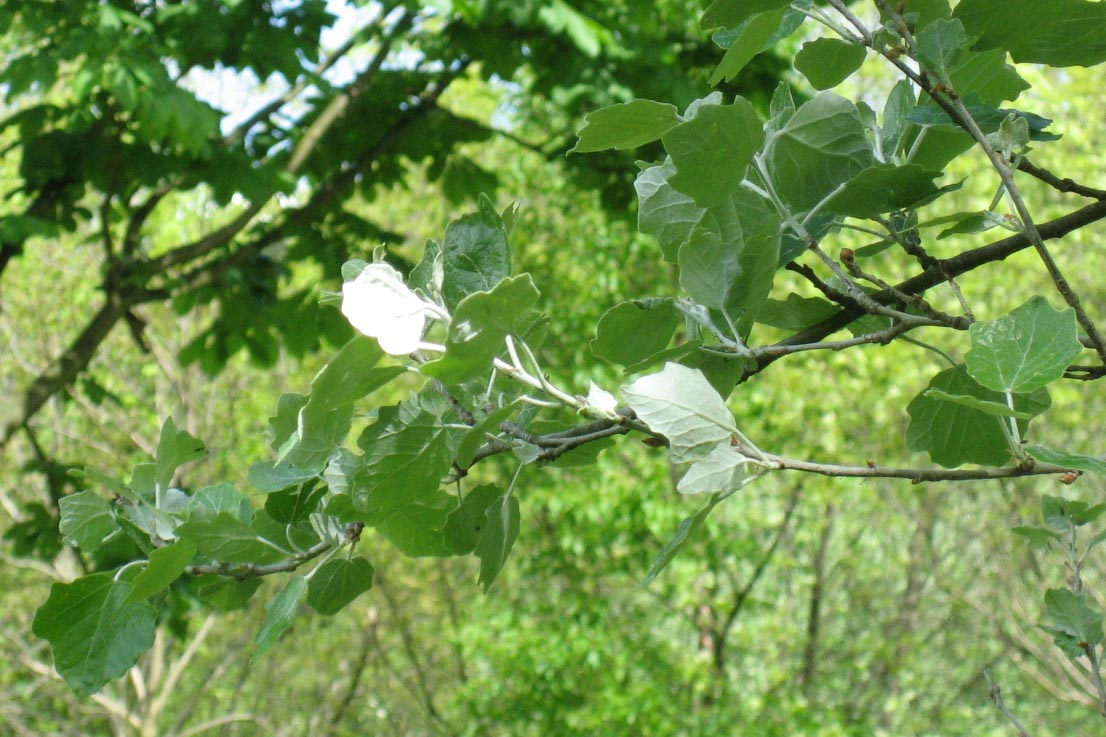
Feuilles polymorphes de Populus alba.

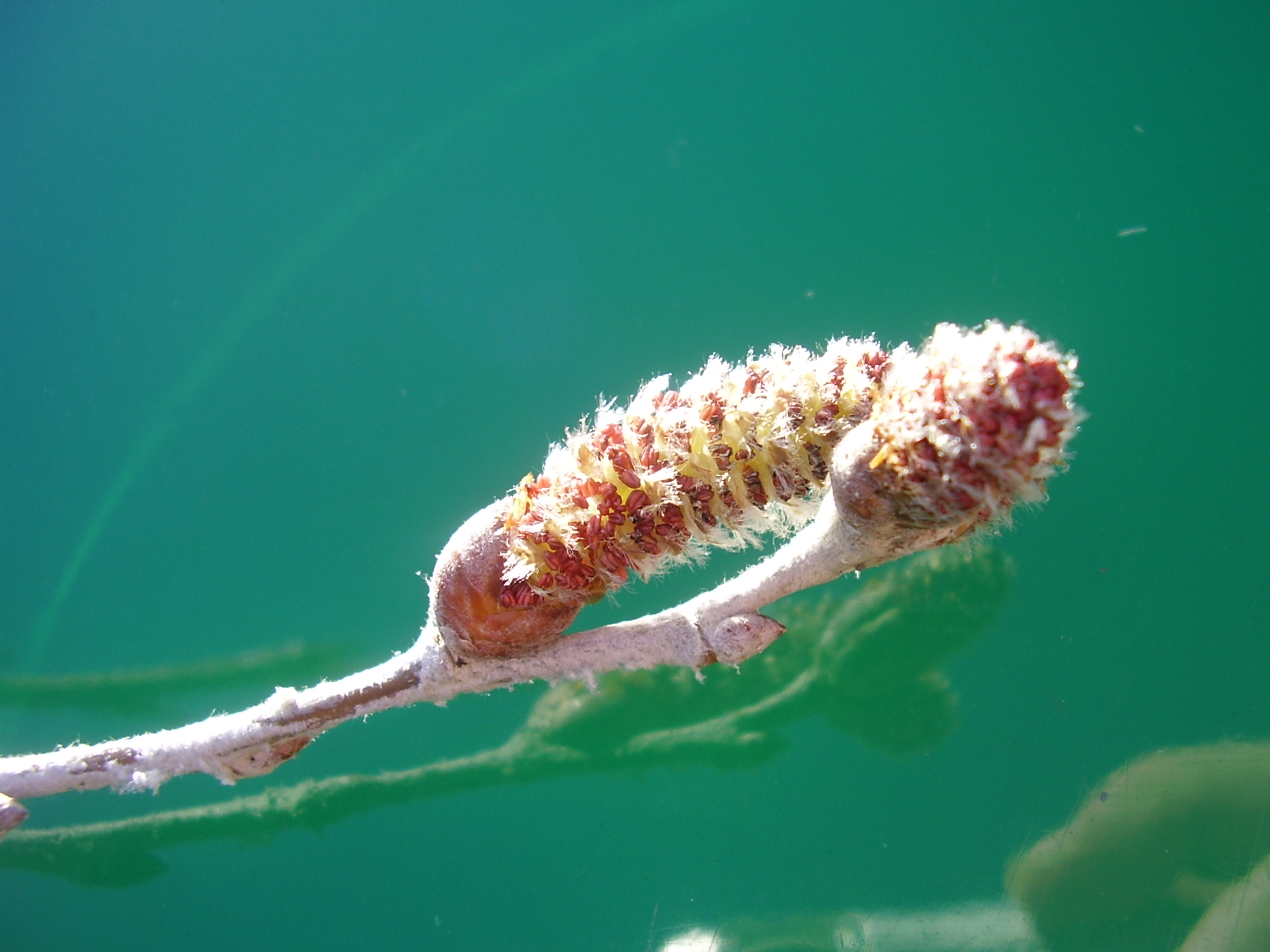
Chatons mâles.

### Appareil végétatif
C'est un arbre drageonnant de 20 à 30 m de hauteur pouvant vivre de 200 à 400 ans. Son écorce blanche, lisse, devient épaisse, grise (noirâtre à la base) et rugueuse avec les années, puis finit par se crevasser et former des lenticelles en forme de losanges. Les feuilles sont très polymorphes, palmées ou subovales, parfois presque rhomboïdales, à marge sinueuse ou lobée dentée. Elles sont blanches, tomenteuses dessous (d'où le nom botanique), vert sombre dessus. Leur pétiole a une section transversale arrondie.

### Appareil reproducteur
Cette espèce est dioïque. La floraison a lieu entre mars et avril, avant l'apparition des feuilles. L'inflorescence est un chaton mâle ou femelle. Chaque fleur est supportée par un périanthe en forme de coupe et protégée par une bractée dentée et ciliée. La fleur mâle comprend 8 étamines rougeâtres ; la fleur femelle un ovaire uniloculaire, à deux carpelles, surmonté de 4 stigmates jaunes disposés en croix. La pollinisation est anémogame.
Le fruit obtenu après fécondation est une capsule bivalve, ovoïde, à graines pourvues d'une aigrette blanche dont la dissémination est anémochore.

## Habitat et répartition
Cette espèce vit en Europe centrale, orientale et méridionale, mais aussi en Asie occidentale et centrale et en Afrique du Nord. On trouve cette espèce dans presque toute la France métropolitaine, y compris en Corse.
Même si le peuplier blanc préfère le bord de rivières ou les lieux humides, il supporte les milieux modérément secs. Il présente aussi une certaine tolérance envers les embruns marins ou une légère salinité du sol. C'est un arbre héliophile qui a une préférence pour les sols neutres ou basiques. Il pousse généralement à une altitude inférieure à 900 m.
Cette espèce est caractéristique de plusieurs associations végétales des forêts riveraines, ou forêts et fourrés très humides. Elle est caractéristique des forêts-galeries méditerranéennes de grands Saules (association Populetalia albae) mais aussi des forêts méditerranéennes de peupliers, ormes et frênes (association Populion albae). Elle est une des espèces secondaires de l'association Querco-Ulmetum minoris (grandes forêts fluviales médio-européennes).

## Systématique

### Description
Cette espèce a été décrite pour la première fois en 1753 par Carl von Linné, naturaliste suédois, dans son Species plantarum (volume 2).

### Étymologie
Le terme latin Populus désigne un peuplier. Le terme latin alba signifie "blanc" et fait référence à l'écorce blanchâtre de l'arbre et à la couleur blanc argenté du dessous de ses feuilles.

## Utilisation

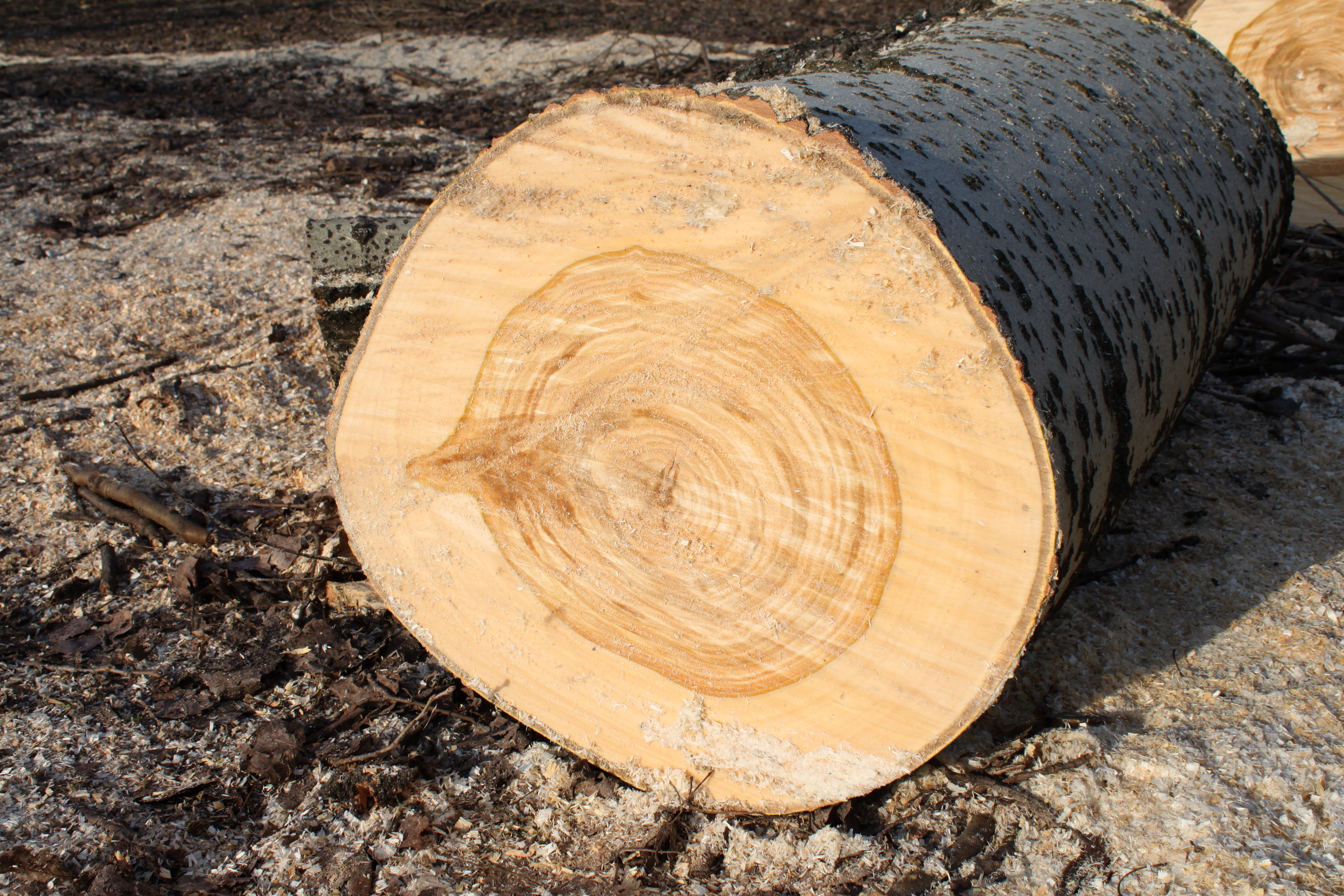
Bois de peuplier blanc.

### Bois
Son bois peu dense se travaille facilement, mais se polit mal. On en fait généralement de la pâte à papier, des allumettes, des emballages ou contreplaqués, mais il est aussi utilisé en menuiserie, ou comme bois de charpente. Autrefois, il était utilisé pour fabriquer des merrains, des tombereaux et brouettes, ou des panneaux destinés à servir de support pour les peintures à l'huile.
C'est un combustible très médiocre, qui produit peu de chaleur à la combustion, et produit un charbon de piètre qualité.

### Autres usages
- Planté à titre ornemental, cet arbre peut aussi servir de coupe-vent.
- Son écorce contient de la salicine et a été utilisée comme fébrifuge[6].